# Runcinia disticta
Runcinia disticta là một loài nhện trong họ Thomisidae.
Loài này thuộc chi Runcinia. Runcinia disticta được Tord Tamerlan Teodor Thorell miêu tả năm 1891.